# Chubb Locks
Chubb Locks är ett varumärke som tillhör Assa Abloy Groups dotterbolag Mul-T-Lock och tillverkar låssystem med hög säkerhet för bostäder, säkra inneslutningar och kommersiella applikationer.
Låssmedsföretaget Chubb grundades av Charles Chubb i Winchester, Storbritannien 1804.
1818 flyttades företaget till Wolverhampton. Samtidigt gick brodern Jeremiah Chubb in i bolaget och man började sälja hans patenterade Chubblås.
2000 såldes företaget till Assa Abloy.

## I populärkultur
Sherlock Holmes säger i Arthur Conan Doyle-novellen "En skandal i Böhmen" att Irene Adler har ett Chubb-lås på sin villadörr i London.